# 金恩·塞古拉
金恩·卡洛斯·安立奎·塞古拉（西班牙語：Jean Carlos Enrique Segura，1990年3月17日—），為前美國職棒大聯盟的游擊手與二壘手，生涯曾效力過天使、釀酒人、響尾蛇、水手、費城人與馬林魚等隊。
塞古拉於2013年及2018年入選明星賽，2016年拿下國聯安打王。2017年，他代表多明尼加代表隊參加經典賽。

## 職業生涯

### 密爾瓦基釀酒人
2012年7月24日，塞古拉在天使隊完成大聯盟生涯初登板。不過他只打了一場比賽就被球隊交易，天使隊在7月27日將他、強尼·海勒維格和Ariel Pena交易至釀酒人換取扎克·格林基。他在2A待一陣子之後，於8月6日再上大聯盟。他出賽8場比賽，30個打數擊出13支安打。該年他的打擊率為2成64，並有7次盜壘與14分打點。
塞古拉於休賽季在多明尼加冬季聯盟出賽，他在那裡的打擊率為3成24。2013年，他成為球隊的開幕先發游擊手，並在這一年入選明星賽的替補。該年他的打擊率為2成94，12轟與44次盜壘。
2014年球季，他的打擊率為2成46，他的被三振率是大聯盟倒數第7低。10支犧牲觸擊安打為聯盟第10多。2015年球季，他的打擊率為2成57，25次盜壘為國聯第5高。他的保送率2.2%為大聯盟最低。

#### "盜一壘"
2013年4月19日，塞古拉率先擊出安打上壘，隨後盜上二壘。而下一棒的萊恩·布勞恩選到四壞保送，接下來兩人發動雙盜壘。不過塞古拉遭到投手夾殺，最後塞古拉成功撲回二壘，不過布勞恩已經站在二壘上。最後布勞恩因為超過前一名跑者而被判定出局，然而塞古拉以為自己也出局，所以他打算走回休息室，卻意外成功停在一壘上。之後打擊的小瑞奇·威克斯遭到三振，兩出局後的塞古拉再度嘗試盜二壘，不過這次他遭到捕手阻殺。他也因此締造單一打席出現兩次盜壘失敗以及兩次盜壘成功的特殊紀錄。
之後聯盟官方承認了這是一個誤判，聯盟的解釋是由於當時塞古拉在回到二壘時以為自己出局，因此他慢步走回休息室的這個動作已經構成了放棄跑壘。而放棄跑壘其實就已經構成了出局的條件，一壘審不應該判定他成功上壘。
由於這個紀錄實在太罕見，加上聯盟承認誤判後，無法在盜一壘這件事情上進行記錄。因此有些比賽記錄是塞古拉成功盜上二壘，最後盜三壘失敗。

### 亞利桑那響尾蛇
2016年1月30日，釀酒人用塞古拉、Tyler Wagner向響尾蛇隊交易艾倫·希爾、伊桑·迪亞茲和Chase Anderson以及一些現金。該年他主要以二壘手身分出賽153場比賽，打擊率3成19，20轟與33次盜壘成功。他在國聯MVP票選排名第13名。

### 西雅圖水手
2016年11月23日，響尾蛇用塞古拉、Zac Curtis及米契·漢尼格跟水手交易泰灣·沃克及凱特爾·馬提。2017年6月，塞古拉與水手簽下5年7000萬美元的延長合約。該年他出賽125場比賽，打擊率3成，22次盜壘成功。
該年上半季，塞古拉以3成29的高打擊率讓他入選生涯第二次的明星賽。他在明星賽第8局面對賈許·海德擊出3分砲。該年他的打擊率為3成04，20次盜壘成功。他也加入荷西·奧圖維、弗萊迪·弗里曼與麥可·楚奧特的行列，達成連續3年單季打擊率突破3成。他和史達林·馬提也是大聯盟唯二自2013年以來都達成單季20次盜壘成功的球員。他在水手隊的兩年間，112的OPS+也是美聯游擊手第4名，僅次於法蘭西斯科·林多爾、贊德爾·柏加茲與狄迪·葛雷格里斯。

### 費城費城人
2018年12月3日，水手隊用塞古拉、Juan Nicasio及James Pazos向費城人交易卡洛斯·桑塔納及J·P·克勞佛。而塞古拉放棄了合約中的不可交易條款。
該年他的打擊率2成80，12轟60分打點與10次盜壘成功。他對於好球的出棒率高達94.3%。不過他平均快8個打數才被三振一次是國聯第二佳。
2020年，他在縮水賽季出賽54場比賽，打擊率2成66，並敲出7轟與25分打點。2021年，他的打擊率為2成90，並敲出14轟與58分打點。
2022年6月1日，塞古拉右手無名指骨折而進入了傷兵名單。整季他的打擊率為2成77，並敲出10轟與33分打點。
2022年11月7日，費城人拒絕執行塞古拉1700萬美元的合約，讓塞古拉首次成為自由球員。

### 邁阿密馬林魚
2023年1月4日，塞古拉與馬林魚簽下2年1700萬美元的合約。8月1日，球隊將他和Kahlil Watson交易到守護者，換來喬許·貝爾。不過塞古拉在交易完成的瞬間就馬上被守護者釋出。

### 巴爾的摩金鶯
2024年8月9日，塞古拉與金鶯簽下小聯盟合約。他在3A的打擊率只有1成37，最後他在9月1日遭到釋出。
2025年5月21日，塞古拉宣布退休。

## 個人生活
塞古拉已婚並育有二子，不過他其中一個兒子在2014年去世，那時候他只有9個月大，這件事也差點讓塞古拉離開棒壇。

## 外部連結
- 球員資訊和成績在MLB ，ESPN ，Retrosheet ，Baseball Reference ，Baseball Reference (Minors) ，Fangraphs ，The Baseball Cube （英文）
- 金恩·塞古拉在台灣棒球維基館上的頁面（繁體中文）